# Nationale Revolutionaire Partij
De Nationale Revolutionaire Partij (Hongaars: Nemzeti Forradalmi Párt (NFP)) is een Hongaarse rechts-extremistische partij. De organisatie deed in 2014 mee aan de verkiezingen in het land, waarbij het opmerkelijke was dat ze daarbij het vehikel vormden voor de partij Hongaarse Dageraad (Magyar Hajnal). Vertegenwoordigers van Hongaarse Dageraad besloten daartoe omdat de officiële oprichting als partij "te veel papierwerk" zou kosten. Omdat de NFP al wel bestond als partij kon wel worden meegedaan onder de noemer van die organisatie: volgens de Hongaarse kiesraad moet een naam de partijnaam zijn, een afkorting daarvan of een "logische grammaticale connectie" hebben met de naam. Daarmee was inschrijven van de NFP voor de verkiezingen onder de naam 'Magyar Hajnal' van de baan, en moest dus onder de NFP noemer worden meegedaan.

## Magyar Hajnal
Magyar Hajnal, met als logo een zonnewiel, maakte naam in de internationale pers als kersverse extremistische partij, met een naam die rechtstreeks geïnspireerd leek op de Griekse partij Gouden Dageraad. De NFP/Hajnal is een revisionistische organisatie, die de afschaffing van het verdrag van Trianon op de agenda heeft staan.